# Салазкин, Сергей Сергеевич

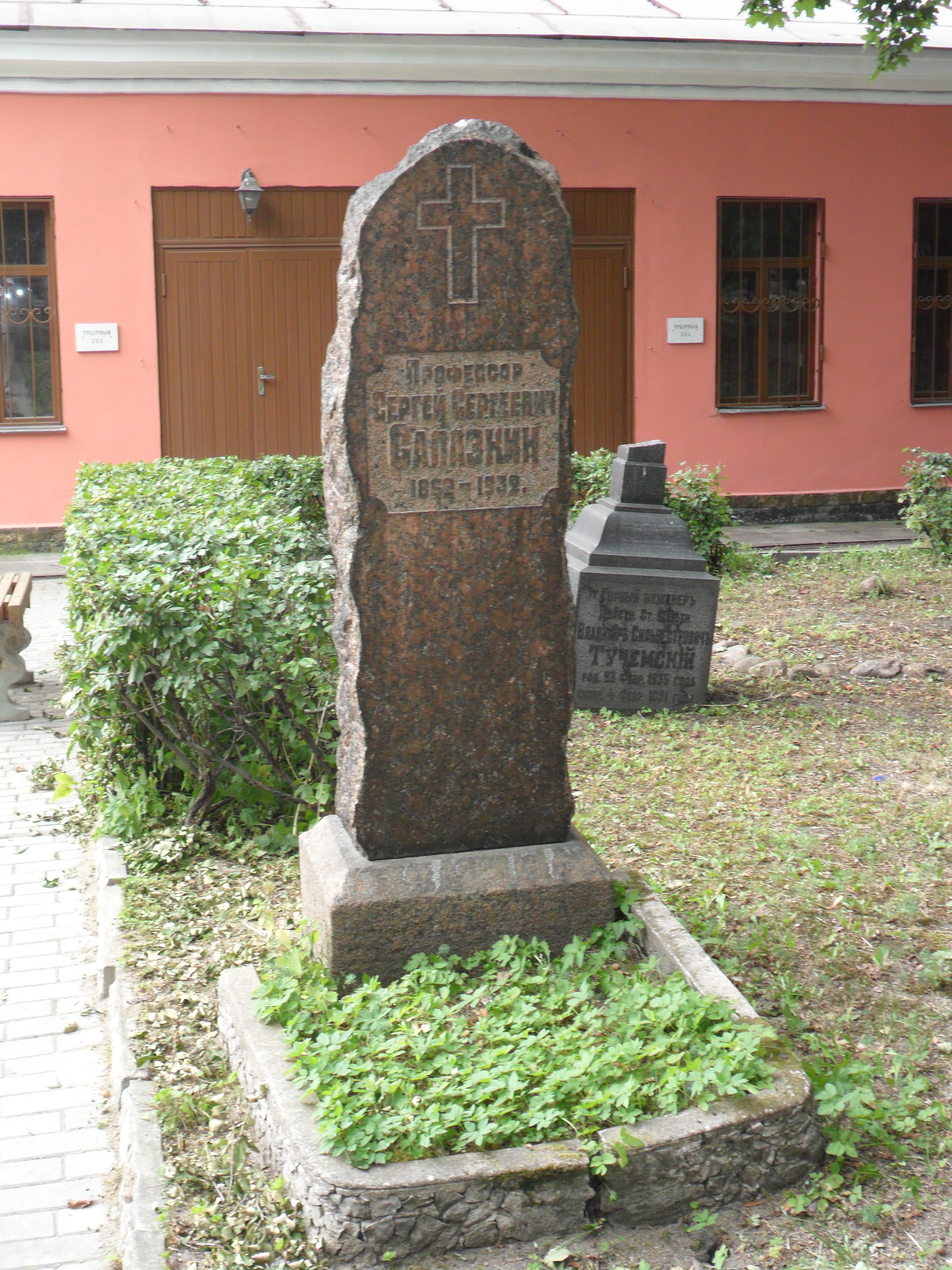
Могила С. С. Салазкина на кладбище Новодевичьего монастыря в Санкт-Петербурге

Серге́й Серге́евич Сала́зкин (26 февраля (10 марта) 1862, село Дощатое, Меленковского уезда, Владимирской губернии — 4 августа 1932, Ленинград) — русский и советский биохимик, педагог, политический и общественный деятель. Последний министр народного просвещения Временного правительства (сентябрь-октябрь 1917 года). Директор Женского медицинского института в Санкт-Петербурге (1905—1911), ректор Крымского университета в Симферополе (1924—1925), директор Института экспериментальной медицины (1927—1931). 

## Биография
Родился (26 февраля (10 марта) 1862 в селе Дощатое Меленковского уезда Владимирской губернии. Его отец, Сергей Леонтьевич Салазкин (Саласкин), был приказчиком у купцов Барковых в городе Касимове Рязанской губернии, а в начале 1860-х годов и сам записался в купцы 3-й гильдии. Позднее С. Л. Салазкин стал купцом 1-й гильдии и потомственным почётным гражданином. Младший брат Аркадий — член Государственной думы.
Учился в Рязанской гимназии. В 1880 году поступил на естественное отделение физико-математического факультета Санкт-Петербургского университета. В 1884 году, будучи студентом 4 курса, за участие в народовольческих кружках был арестован, заключён в Петропавловскую крепость, а затем выслан на родину. В 1886 году был принят на физико-математический факультет Университета святого Владимира в Киеве, по окончании которого перешёл на медицинский факультет того же университета.
После получении звания лекаря был оставлен лаборантом при физиолого-химической кафедре Киевского университета. В 1896 году вышел в отставку и работал в петербургском Институте экспериментальной медицины, в лаборатории профессора М. В. Ненцкого. В 1897 году получил степень доктора медицины. В следующем году был приглашён в Санкт-Петербургский женский медицинский институт для чтения лекций по физиологической химии в качестве ординарного профессора. В 1904 году был избран учёным секретарём совета института, а в 1905 году его директором.
В 1911 году за сочувствие студенческому движению отстранён от всех должностей и выслан из столицы.
После Февральской революции 1917 года С. С. Салазкин был избран председателем Рязанского губисполкома партии кадетов. В мае 1917 года избран председателем исполкома Совета крестьянских депутатов Рязанской губернии. В сентябре 1917 был назначен министром народного просвещения Временного правительства (управляющий министерством с 4 [17] сентября 1917, министр с 8 [21] сентября 1917). Занимал эту должность до падения Временного правительства 25 октября (7 ноября) 1917), став таким образом последним министром народного просвещения России.
Придерживался основных принципов образовательной программы кадетов, предусматривающей децентрализацию школьного дела, введение бесплатного начального и среднего образования, автономию высших учебных заведений и др. Участвовал в деятельности Комиссии по реформе высших учебных заведений при Министерстве народного просвещения. Выступал по вопросам реформы медицинского образования, в том числе против передачи медицинских курсов в руки частных предпринимателей.
После Октябрьской революции вместе с другими министрами Временного правительства был арестован и заключён в Петропавловскую крепость, но через несколько месяцев был освобождён. Участвовал в деятельности Всероссийского национального центра. В 1918 уехал в Крым, от политики отошёл, вернулся к научной и преподавательской работе.
В 1918—1925 годах: профессор и ректор (1924—1925) Крымского университета; один из организаторов образования в Крыму.
С 1925 года профессор Ленинградского медицинского института. В 1927—1931 годах директор Института экспериментальной медицины.
Умер 4 августа 1932 года в Ленинграде. Похоронен на Новодевичьем кладбище в Ленинграде.

## Главные труды
- «Sur la question de l’oxydation de l’uroliline en uroroseine» («Arch. des Sciences biologiques», 1897, т. V);
- «Ueber die Bildung von Harnstoff in der Leber der Saugethiere aus Amidosauren d. Fettreihe» («Zeitschr. fur phys. Chem.», т. 25, 1897);
- «К вопросу о роли печени в образовании мочевины у млекопитающих животных» (диссертация, 1897);
- «Ueber den Einfluss d. Leberexstirpation auf den Stoffwechsel bei Hunden» («Zeit. fur phys. Chem.», т. 29, 1900);
- (с Е. Ковалевской) «Ueber die Bildung von Harnsaure in der Leber der Vogel» (ib., т. 33, 1901);
- «Ueber das Vorkommen der Albumose resp. Pepton spaltenden Fermentes (Erepsins von Cohnheim) in reinem Darmsafte von Hunde» (ib., т. 35, 1902);
- «Судьба фенилмочевины и оксаниловой кислоты в организме собаки» («Сборник, издан. к юбилею профессора И. П. Павлова», 1904).